# 谢辰生口述
《谢辰生口述：新中国文物事业重大决策纪事》，文物专家谢辰生口述、姚远撰写，记录中华人民共和国文物事业重大决策。
在此之前，2016年出版了谢辰生口述的《新中国文物保护史记忆》，被称为“新中国文物事业的第一部口述史”。

## 评论
- 姚远：“这本书记录了谢辰生先生在漫长岁月中守护祖国文物七十余载的亲身经历，以及从实践中摸索得来的精深识见，承载着谢老对年轻一代文物工作者的谆谆嘱托。”[2]
- 金冲及作序：“这是一个祖国文物守护人本着对祖先负责、对子孙后代负责的赤子之心倾吐的肺腑之言。”“这本书主要不是一般的说理，它可以说是辰生同志在七十多年漫长岁月中、处于文物工作全面性岗位上摸索和思考的忠实记录。只有实践才能出真知。希望年轻一些的文物工作者，能够在工作之余认真地读一读这本书，一定可以从中获得不少在其他地方难以得到的教益。”